# Midway City
Midway City è una città immaginaria nell'Universo DC. Midway fu sempre mostrata come una città basata sulla città reale di Chicago, in Illinois (sebbene Chicago esista anche nell'Universo DC). In una colonna "Ask the Answer Man" stampata in Detective Comics n. 470 (giugno 1977), lo scrittore Bob Rozakis affermò che Midway City si trovava in Michigan, vicino Sault Ste. Marie. Questa affermazione fu poi ribadita anche in pubblicazioni ufficiali successive sotto licenza. Precedentemente, alcuni scrittori affermarono che si trovasse in Illinois.

## Storia
Midway City è nota soprattutto per essere stata una volta la casa degli Hawkman e Hawkgirl della Silver Age. Nella continuità corrente, l'Hawkman della Golden Age, nella sua identità segreta di Carter Hall, era il curatore del Museo di Midway City. Insieme alla Hawkgirl corrente, il duo correntemente risiede a St. Roch, Louisiana. Una delle molte incarnazioni della squadra di supereroi Doom Patrol passò molto tempo lavorando nell'arenaria di Midway City. Raramente incontrarono Hawkman ed Hawkwoman.
Midway City fu anche la città natale della Doom Patrol. Si spostarono a Kansas City, Missouri, all'inizio del vol. 2 della loro serie omonima durante il periodo da scrittore della serie di Paul Kupperberg.
Midway fu descritta come ospitante di una "divisione" della Polizia Scientifica.
Durante gli eventi conosciuti come Crisi Finale, Midway City fu spopolata e distrutta. Successivamente, Midway City fu ripulita. Gli sforzi furono interrotti quando Sol Levante, sotto lavaggio del cervello, uscì allo scoperto ed uccise numerosi membri del personale addetto alle pulizie.

## Monumenti e luoghi d'interesse
- Tunnel Bi-State;
- The Graphic;
- Il Bluff di Grinder;
- Hawk Valley;
- L'Osservatorio di Mount Tobar;
- Channelview;
- Il Quartier generale della Doom Patrol;
- Distretto degli Affari del centro;
- La Hyathis Corporation;
- Il Distretto Industriale;
- Il Quartier Generale della Polizia;
- Slumville;

### Il Museo di Midway City
Il Museo di Midway City è uno dei musei di storia naturale più grandi della nazione. È particolarmente noto per la sua impareggiabile collezione di artefatti egizi e armamenti medievali. Uno dei primi curatori del Museo fu Ed Emmet, fratello del Commissario di Polizia di Midway City George Emmet. Quando Ed si ritirò, George utilizzò la sua influenza per permettere agli ufficiali di polizia Thanagariane Katar e Shayera Hol l'opportunità di prenderne il posto. Adottando l'identità anglicana di Carter e Shiera Hall, divennero i nuovi curatori del Museo. Una delle matrone più famose del Museo fu la naturalista Mavis Trent. Dopo aver incontrato Carter, Mavis ne fu immediatamente colpita e tentò insistentemente di sedurlo nonostante sapesse che fosse sposato. L'agente di stampa di Mavis era Joe Tracy, che era segretamente innamorato di lei, e che visitava frequentemente il Museo solo perché lei vi era all'interno.

## Sports
- I Midway City Chiefs: Baseball, Lega Nazionale, divisione est;
- I Midway City Cardinals: Football americano, Conferenza Nazionale, divisione centrale;
- I Midway City Sprints: Basketball, Conferenza dell'Est, divisione centrale;
- I Midway Wolverines: Hockey su ghiaccio, Conferenza Campbell, divisione Norris;

## In altri media
- Midway City fu l'ambientazione per la breve avventura di Hawkman nella serie animata del 1967 The Superman/Aquaman Hour of Adventures.
- Il Museo di Midway City fu il sito di una battaglia tra Hawkman, Hawkgirl, Vixen, e il Ladro di Ombre, nell'episodio "Ancient History" della serie animata Justice League Unlimited.
- Midway City fu menzionata nell'episodio "What Goes Up..." della serie animata The Batman.
- La connessione di Midway City con Chicago si basa sul gruppo hip-hop di Chicago The Cool Kids in "One Two" dal loro secondo album "The Black Sale": "Midway City è la città dove soffia il vento".
- Midway City è l'ambientazione di Suicide Squad, diretto da David Ayer e incentrato sulla squadra di supercattivi DC nota come Task Force X e assemblata da Amanda Waller.
- La città viene menzionata nella serie TV The Flash.

## In altri fumetti
Nel n. 9 del terzo volume del fumetto Teenage Mutant Ninja Turtles di Eastman e Laird, Midway City è una città visitata da Leonardo quando il Maestro Splinter, trasformato in un pipistrello gigante, venne notato. Qui, Leonardo incontrò Knight Watchman.